# Waldmannshofen (Creglingen)
Waldmannshofen (umgangssprachlich: Walmishoufa) ist ein Stadtteil von Creglingen im Main-Tauber-Kreis im fränkisch geprägten Nordosten Baden-Württembergs. In Waldmannshofen leben 284 Einwohner. Davon wohnen 66 Einwohner in Sechselbach, welches zu Waldmannshofen gehört.

## Geographie
Waldmannshofen liegt in einem Drei-Länder-Eck, Hohenlohe-Franken, Unterfranken und Mittelfranken. Der Ort liegt etwa zehn Kilometer entfernt von Creglingen im nordöstlichen Zipfel von Baden-Württemberg, zentral zwischen Würzburg (35 km), Rothenburg ob der Tauber (30 km) und Bad Mergentheim (30 km). Zur Gemarkung der ehemaligen Gemeinde Waldmannshofen gehört das Dorf Waldmannshofen (⊙) und der Weiler Sechselbach (⊙).

## Geschichte

### Mittelalter
807 wurde Waldmannshofen erstmals in einer Urkunde erwähnt, in einem Tauschvertrag von Gütern von Kaiser Karl dem Großen und Bischof Eigilward von Würzburg. Zu den Besitzern des Dorfes gehörten im Lauf der Jahrhunderte die Schenken von Limpurg und die Hohenlohe-Brauneck. Seit dem 14. Jahrhundert war Waldmannshofen ein Rittergut der Truchsesse von Baldersheim, später der Herren von Rosenberg.

### Neuzeit
Bis etwa 1640 gehörte der Ort der Herren von Rosenberg, dann der Grafen von Hatzfeld. Die autonome Ritterherrschaft zählte zum Ritterkanton Odenwald der reichsfrei-unmittelbaren Ritterschaft in Franken. 1805 wurde der Ort bayerisch, 1810 württembergisch. Am 1. Februar 1972 wurde Waldmannshofen in die Stadt Creglingen eingegliedert.

### Einwohnerentwicklung
Die Bevölkerung von Waldmannshofen und den umgebenden Wohnplätzen auf dessen Gemarkung entwickelte sich wie folgt:
| Jahr | Gesamt |
| ---- | ------ |
| 1961 | 450    |
| 1970 | 412    |
| 2016 | 264    |

Am 31. Dezember 2016 lebten auf der Gemarkung des Creglinger Stadtteils Waldmannshofen 264 Menschen. Diese verteilten sich auf die folgenden Wohnplätze: Waldmannshofen (197 Einwohner) mit Sechselbach (67 Einwohner).

## Wappen
Die Gemeinde verwendete zeitweise ein Siegel, das drei Laubbäume auf einem Boden zeigte. 1968 erhielt Waldmannshofen ein offizielles Wappen mit der Blasonierung In Gold ein liegender roter Maueranker. Das Wappen und die Flaggenfarben Rot-Gelb wurden am 3. April 1968 vom baden-württembergischen Innenministerium verliehen.

## Religion
Die evangelische Kirchengemeinde Waldmannshofen umfasst den Stadtteil Waldmannshofen (ohne Sechselbach) der Stadt Creglingen. Kirchlich war der Ort zunächst Filiale von Lipprichhausen, bevor er 1327 eigene Pfarrei wurde. Die Kirche gehörte der jeweiligen Ortsherrschaft. Die heutige Kirche wurde 1780 neu erbaut. Dabei wurde der frühgotische Ostturm beibehalten. Das evangelische Pfarramt Waldmannshofen betreut auch die evangelische Kirchengemeinde Sechselbach.
Die Katholiken gehören heute kirchlich zu Creglingen.

## Kultur und Sehenswürdigkeiten

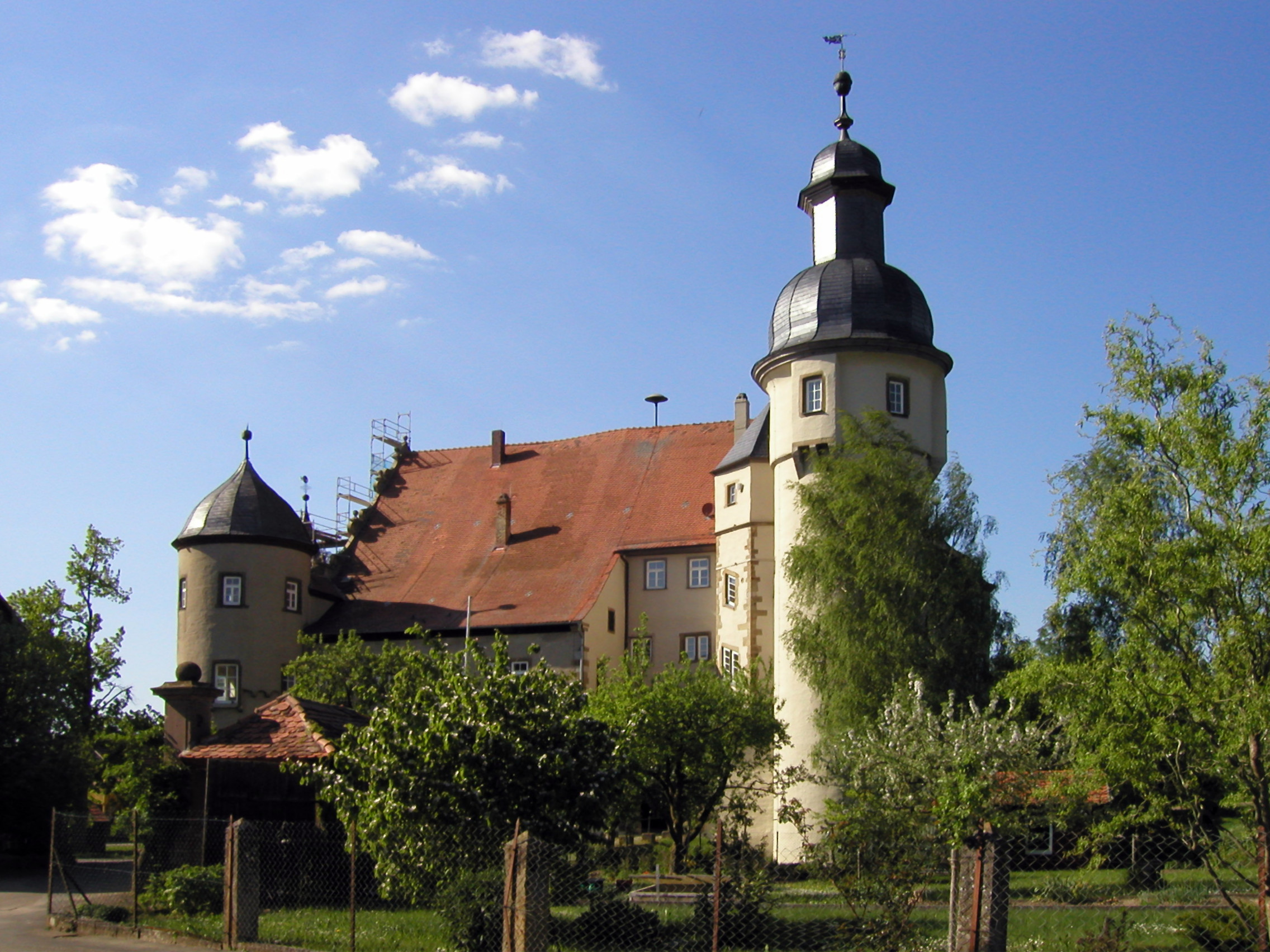
Schloss Waldmannshofen

### Burg und Schloss Waldmannshofen
Sehenswert ist das Renaissance-Schloss von 1544 mit dem Feuerwehrmuseum, ursprünglich ein Wasserschloss. Ein Vorgängerbau, dessen Ursprünge in der Stauferzeit vermutet werden, ging 1523 in der Auseinandersetzung mit dem Schwäbischen Bund in Flammen auf.